# Boissy-en-Drouais
Boissy-en-Drouais is een gemeente in het Franse departement Eure-et-Loir (regio Centre-Val de Loire) en telt 238 inwoners (1999). De plaats maakt deel uit van het arrondissement Dreux.

## Geografie
De oppervlakte van Boissy-en-Drouais bedraagt 6,0 km², de bevolkingsdichtheid is 39,7 inwoners per km².
De onderstaande kaart toont de ligging van Boissy-en-Drouais met de belangrijkste infrastructuur en aangrenzende gemeenten.

## Demografie
Onderstaande figuur toont het verloop van het inwonertal (bron: INSEE-tellingen).